# Moviment 4B
4B (o "Quatre Nos") és un moviment feminista radical originat a Corea del Sud l'any 2019. Les seves defensores renuncien a sortir amb homes, al matrimoni, al sexe amb homes i a tenir fills.

## Etimologia
Els "Quatre Nos" són:
- no al sexe amb homes (en coreà: 비섹스; hanja: 非sex; RR: bisekseu)
- no a la cria dels fills (비출산; ; 非出産 非出産; bi; bichulsan chulsan)
- no a sortir amb homes (비연애; 非戀愛;; 非戀愛 biyeon; biyeonae ae)
- no al matrimoni amb homes (비혼; 非婚; bihon); 非婚 == Defensors ==

Jung Se-young i Baeck Ha-na, dues defensores del moviment, critiquen el matrimoni com a reforç dels rols de gènere a Corea del Sud. El moviment s'inspira en la novel·la Kim Ji-young, Born 1982, com també ho fan els moviments de Corea del Sud MeToo i "Escape the Corset⁣". En total el moviment 4B afirmava tenir 4.000 membres el 2019.

## Història
El terme 4B va sorgir dels cercles feministes coreans a Twitter al voltant dels anys 2017-2018. Aquests grups van articular els seus principis al lloc Wiki feminista coreà Femi Wiki, on van definir originalment el moviment 4B com "un lema del feminisme radical, que significa no matrimoni, no procreació, no relació, no sexe.".
El moviment 4B va guanyar més reconeixement a Twitter el 2019 i a través de diversos comptes de xarxes socials feministes. Una característica destacada del moviment 4B, com en altres moviments feministes digitals coreans, és que les membres sovint s'identifiquen com a "dones anònimes", ja que és habitual no revelar dades personals en línia.
Aquest moviment digital funciona com una comunitat en línia on les dones participen en un debat obert sobre navegar i imaginar un futur sense homes. Serveix com a plataforma perquè les dones exposin les seves frustracions i preocupacions per viure en una societat conservadora alhora que fomenten un sentit de solidaritat. A més, la plataforma pretén motivar i inspirar les dones a protestar contra les cites, tenir relacions sexuals, casar-se i tenir fills. Mitjançant una sòlida presència en línia, el moviment busca conscienciar i reclutar més defensors per amplificar el seu impacte.
Tot i que la pertinença al moviment exactament segueix sent incerta, algunes estimacions no verificades suggereixen un rang de 500 a 4.000 participants, que s'hi han anat unint a partir d'una sèrie de moviments socials en línia anteriors que van guanyar força a les xarxes socials.

### Escapar del Moviment de la Cotilla
El moviment "Escape the Corset" que va començar el 2016 va servir com a font d'inspiració per al moviment 4B. El moviment demana que les dones s'alliberin de l'opressió sexual, social, corporal i psicològica. Les feministes coreanes utilitzen la paraula "cotilla" com a metàfora dels mecanismes socials que uneixen i reprimeixen les dones, inclosos els estàndards de bellesa tòxica. En particular, Corea del Sud té el 10è mercat de bellesa més gran del món i és el tercer exportador de cosmètics. En una societat on la bellesa té una importància cultural i econòmica immensa, els membres del moviment "Escape the Corset" critiquen i resisteixen els procediments cosmètics, exigeixen rituals de cura de la pell o de maquillatge i l'adopció de roba de moda, tot això considerat com una perpetuació del consumisme i les normes socials misògines. En protesta, expressen el seu desafiament destruint el maquillatge, renunciant a les millores cosmètiques, afaitant-se el cap i rebutjant la roba de moda. L'anàlisi i l'enfocament de la protesta d'Escape the Corset van influir profundament en el moviment 4B.

### Moviment #MeToo de Corea del Sud
Tot i que el moviment #MeToo es va originar als Estats Units el 2006 i va guanyar popularitat el 2017, molts altres països, inclosa Corea del Sud, van crear moviments #MeToo propis. El moviment #MeToo a Corea del Sud, com els d'altres països, va animar les dones a expressar les seves experiències d'⁣assetjament sexual per inspirar un canvi social. Poc després de la seva creació a finals de 2017, diversos centenars de dones van avançar amb denúncies d'assetjament i violència sexuals. Aquest moviment també va fer que les dones que es van veure obligades a treballar sexualment a conseqüència de la Segona Guerra Mundial i l'⁣ocupació japonesa de Corea es van pronunciar per primera vegada i en gran nombre. El moviment coreà #MeToo també es va centrar en el feminicidi, la pornografia no consentida i les pràctiques misògines al lloc de treball.
El moviment #MeToo també va inspirar diverses campanyes d'etiquetes en línia, la més popular l'etiqueta #WithYou, per mostrar la solidaritat amb les supervivents d'⁣agressions sexuals que havien parlat en el moviment #MeToo. Aquests diversos hashtags van inspirar la formació de grups d'activistes de dones, com ara Citizens Action to Support the #MeToo Movement, que va fer campanya per acabar amb l'opressió de gènere i donar suport a les víctimes d'abús sexual a Corea del Sud.

## Propòsit
El moviment 4B està pensat per servir com una oposició directa a l'estat patriarcal de Corea del Sud i combatre les seves polítiques pronatalistes, que veuen els cossos de les dones i les capacitats reproductives com a eines per al futur de l'estat. Se sap que les feministes que participen en el moviment 4B resisteixen activament les diverses maneres en què les expectatives de gènere es fan complir en una societat conservadora, específicament en relació amb la cria dels fills, les relacions i l'ocupació. Aquesta resistència implica no només retirar-se de les cites, sinó també rebutjar els estàndards de bellesa de gènere prevalents i les seves pràctiques consumistes associades a Corea del Sud. En una societat conservadora i tradicional, les formes alternatives de protesta en el moviment 4B inclouen desafiar les rígides normes de bellesa i les expectatives tradicionals de gènere afaitant-se el cap i optant per no portar sostenidors.
Els membres del moviment desafien la trajectòria de vida convencional del matrimoni i la família, alhora que condemnen la discriminació de gènere predominant al mercat laboral coreà, on les dones guanyen un 31% menys que els seus homòlegs masculins, independentment del seu estat civil o parental. El moviment serveix com a resposta a la profunda crisi demogràfica de la nació i alhora representa una amenaça per a la seva estabilitat democràtica. Les feministes de 4B rebutgen aquesta instrumentalització de les capacitats reproductives de les dones i opten per distanciar-se d'una societat que perceben com a irreformable.
Tot i que els defensors de 4B aspiren a instigar un canvi social mitjançant manifestacions presencials, activisme en línia i exemplificant un estil de vida alternatiu per a altres dones, el seu enfocament no se centra en canviar la perspectiva dels homes, ja que se'ls veu com a opressors.

## Quatre activitats

### Bihon(marriage)
Des de l'any 2005, un grup d'activistes feministes, UnniNetwork, ha promogut bihon com a agenda política per desafiar la centralitat del model familiar heteronormatiu del matrimoni a Corea. Pretenien substituir "mihon", "no casada", per un terme més neutre, "bihon", "soltera". No obstant això, el seu discurs feminista bihon no va guanyar gran força. D'altra banda, el moviment 4B empra el "bihon" com a eina per protestar activament contra la cultura imperant del matrimoni.
Tot i que la pràctica del gyeolhon, o "matrimoni" en anglès, era habitual a Corea abans de la dècada de 1990, el ritme al qual les parelles heterosexuals es casen al país ha disminuït dràsticament des de llavors.

### Bichulsan(childbirth)
Corea del Sud té la taxa de natalitat més baixa del món. Amb la taxa de fecunditat de només 0,7 (a partir del 2023), cada dona de Corea del Sud de mitjana tindrà menys d'un fill al llarg de la seva vida. Això està significativament per sota del llindar de 2,1 necessari per mantenir la població d'un país.
La crisi demogràfica és tan pronunciada que l'Institut de Mètrica i Avaluació de la Salut de la Universitat de Washington a Seattle preveu que la població del país, que actualment és d'uns 51 milions, podria reduir-se a aproximadament la meitat a finals de segle. Aquesta crisi es deu a la inseguretat econòmica que viuen els adults joves, als elevats costos de la criança dels fills i als preus de la propietat, i es veu agreujada per la cultura patriarcal profundament arrelada del país. Aquests factors contribueixen a la reticència de les dones a acceptar els rols tradicionals del matrimoni i la maternitat.
Tenint la taxa de fecunditat més baixa del món, el govern de Corea del Sud ha adoptat polítiques pronatalistes destinades a incentivar un augment dels parts, com ara els subsidis per als nous pares, l'augment del permís maternal i patern i els subsidis per a la cura dels fills.
Una enquesta del 2022 revela que el 65% de les dones, enfront del 48% dels homes, no volen fills. El país ha experimentat la taxa de fecunditat més baixa del món durant tres anys consecutius. Això ha portat el país a reptes demogràfics, com ara la "creu morta" on les morts superen els naixements. La meitat de les ciutats, comtats i districtes de Corea del Sud s'enfronten al risc de perdre un nombre substancial de residents.

### Biyeonae(romance) andbisekseu(sexual relationships)
Les dones del moviment 4B també rebutgen el romanç i les relacions sexuals, ja que ho veuen com una extensió de l'estructura familiar patriarcal. En adoptar la solteria, es reorienten a imaginar-se un futur fora del matrimoni i rebutgen la idea dels seus cossos com a centres reproductius de l'estat pronatalista.

## Polèmica sobre l'escala
A la primavera de 2024, a l'hemisferi nord, el moviment 4B de Corea del Sud va ser un tema popular a les xarxes socials occidentals. Els usuaris de parla anglesa de TikTok van afirmar que la baixa taxa de natalitat de Corea es devia al moviment 4B. Però els seus oponents van afirmar que l'escala massiva del moviment 4B és exagerada. Per exemple, una bloguera anomenada Anna Lee, que viu a Seül, va dir que els mitjans de comunicació exageren l'escala del moviment 4B i que aquest moviment representa una part molt petita de la població total de Corea. Tot i que el moviment 4B era una minoria a la societat coreana, els usuaris de TikTok van sentir sensacionalisme i van criticar el moviment 4B com a causa principal de la baixa taxa de natalitat de Corea del Sud.